# Pherenice tristis
Pherenice tristis là một loài nhện trong họ Araneidae.
Loài này thuộc chi Pherenice. Pherenice tristis được Tord Tamerlan Teodor Thorell miêu tả năm 1899.